# Kabinett Kopf III
Das Kabinett Kopf III bildete vom 9. Juni 1948 bis zum 12. Juni 1951 die Niedersächsische Landesregierung. Die Koalition endete regulär mit der Landtagswahl 1951.
| Amt | Name                                                           | Partei | Partei  |
| --- | -------------------------------------------------------------- | ------ | ------- |
| Ministerpräsident | Hinrich Wilhelm Kopf                                           |        | SPD     |
| Stellvertreter des Ministerpräsidenten                                                                                          | Richard Borowski                                               |        | SPD     |
| Inneres | Richard Borowski                                               |        | SPD     |
| Wirtschaft und Verkehr | Otto Fricke (bis 23. August 1950)                              |        | CDU     |
| Wirtschaft und Verkehr | Alfred Kubel (ab 23. August 1950)                              |        | SPD     |
| Ernährung, Landwirtschaft und Forsten                                                                                           | Günther Gereke (bis 21. Juni 1950)                             |        | CDU     |
| Ernährung, Landwirtschaft und Forsten                                                                                           | Hinrich Wilhelm Kopf (ab 22. Juni 1950)                        |        | SPD     |
| Finanzen | Georg Strickrodt (bis 23. August 1950)                         |        | CDU     |
| Finanzen | Hinrich Wilhelm Kopf (ab 23. August 1950)                      |        | SPD     |
| Justiz und Entnazifizierung (bis 22. Mai 1949) Justiz (ab 22. Mai 1949)                                                         | Werner Hofmeister (bis 23. August 1950)                        |        | CDU     |
| Justiz und Entnazifizierung (bis 22. Mai 1949) Justiz (ab 22. Mai 1949)                                                         | Otto Krapp (ab 23. August 1950)                                |        | Zentrum |
| Kultus | Adolf Grimme (bis 15. November 1948)                           |        | SPD     |
| Kultus | Hinrich Wilhelm Kopf (15. November 1948 bis 10. Dezember 1948) |        | SPD     |
| Kultus | Richard Voigt (ab 10. Dezember 1948)                           |        | SPD     |
| Arbeit, Aufbau und Gesundheit (bis 18. September 1950)                                                                          | Alfred Kubel                                                   |        | SPD     |
| Flüchtlingsangelegenheiten (bis 18. September 1950) Vertriebene, Sozial- und Gesundheitsangelegenheiten (ab 18. September 1950) | Heinrich Albertz                                               |        | SPD     |
| Sonderaufgaben | Georg Kassenbrock (bis 25. Mai 1950)                           |        | Zentrum |
| Sonderaufgaben | Otto Krapp (7. Juni 1950 bis 12. Oktober 1950)                 |        | Zentrum |